# Buthoscorpio indicus
Espèce
Buthoscorpio indicus est une espèce de scorpions de la famille des Buthidae.

## Distribution
Cette espèce est endémique d'Inde. Elle se rencontre au Madhya Pradesh et en Odisha.

## Description
La femelle holotype mesure 38,1 mm.

## Étymologie
Son nom d'espèce lui a été donné en référence au lieu de sa découverte, l'Inde.

## Publication originale
- Lourenço, 2012 : « Further taxonomic considerations on the genus Buthoscorpio Werner, 1936 (Scorpiones, Buthidae), with description of a new species from India. » Boletín de la Sociedad Entomológica Aragonesa, no 50, p. 187-192 (texte intégral).